# Prämillenarismus
Prämillenarismus oder Prämillennarismus oder Prämillennialismus ist eine christliche eschatologische Lehre, die von einer zukünftigen tausendjährigen Herrschaft Christi auf Erden ausgeht (Millenarismus), oft mit Israel als politisch und religiös dominierender Weltmacht. Die Vorsilbe Prä (lateinisch „vor“) besagt, dass Jesus Christus vor dem tausendjährigen Reich auf die Erde kommen wird. 

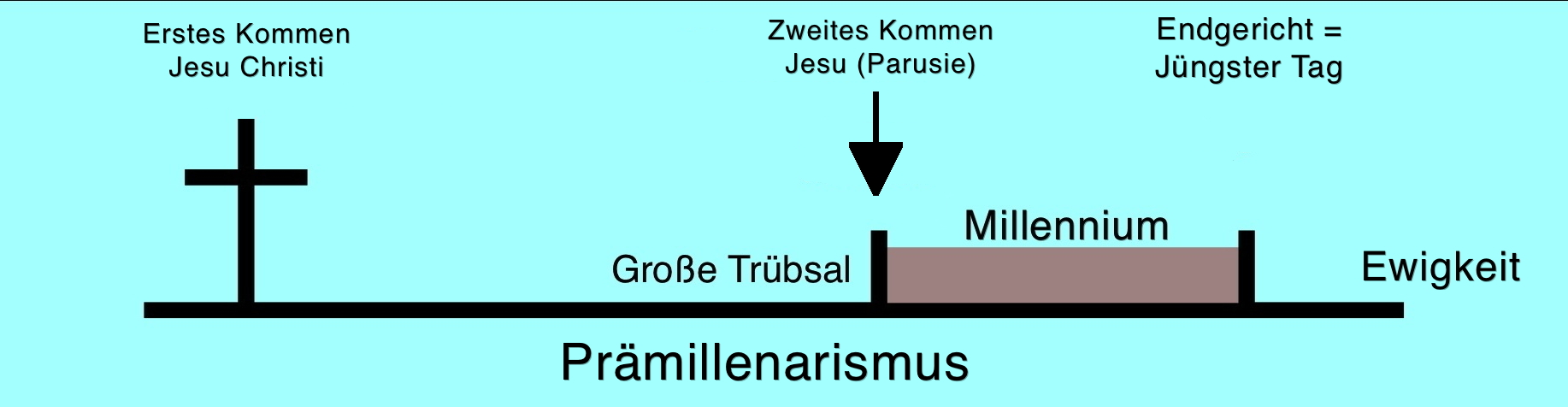
Schema der prämillenaristischen Sicht des Tausendjährigen Reiches

## Vertreter
Der Prämillenarismus geht von einer wörtlichen Auslegung der Offenbarung des Johannes aus und ist besonders in evangelikalen und fundamentalistischen Gruppen weit verbreitet. Er wird vertreten von Freikirchen und Sondergemeinschaften wie:
- Bibelforscherbewegung (Zeugen Jehovas)
- Brüdergemeinden
- Pfingstgemeinden
- Siebenten-Tags-Adventisten
- Neuapostolische Kirche
- Kirche Jesu Christi der Heiligen der Letzten Tage (Mormonen)

Der Prämillenarismus ist vom Postmillenarismus (post: lat. nach) abzugrenzen, der davon ausgeht, dass das Millennium schon jetzt – seit dem ersten Kommen Christi – besteht und sich die Gerechtigkeit in dem gegenwärtigen Gemeindezeitalter durchsetzen wird. Wie der Amillenarismus, der das Millennium rein geistlich auffasst, werden die Verheißungen an das Volk Israel dabei auf die Gemeinde bezogen (Substitutionstheologie) und Stellen, die von dem Reich sprechen, müssen allegorisiert werden.

## Denkschulen
Charles C. Ryrie, Professor am Dallas Theological Seminary, unterscheidet zwischen verschiedenen Denkschulen. Wer die Bibel nicht wörtlich verstehe, sei Nicht-Prämillenarist. Wer die Bibel wörtlich nehme, aber nicht konsequent (etwa wenn es um Prophetie gehe), der sei ein Bundestheologie-Prämillenarist (covenant premillennialist) oder ein progressiver Dispensationalist. Wer die Bibel durchgängig wörtlich nehme, so Ryrie, sei ein Dispensationalist.

## Biblische Begründung
Befürworter des Millenarismus berufen sich in erster Linie auf Offb 20,1–10 . Dort wird beschrieben, dass Satan für tausend Jahre gebunden wird und dass während dieser Zeit u. a. Märtyrer um Christi willen mit Jesus Christus herrschen. Danach wird der Satan wieder freigelassen, verführt die Nationen der Erde und wird letztlich im Feuersee gequält.
Während des tausendjährigen Reiches werden sich, so die Sichtweise des Prämillenarismus, die alttestamentlichen Verheißungen an Israel erfüllen (u. a. neuer Bund mit Israel (Jer 31,31–34 ), Israel als nationaler Großstaat (Dan 2,44 ), Missionierung der Völker (Mt 28,19–20 ; Dan 7,27 ), Tempelbau und -dienst (Ez 40–46 ; Apg 3,19–21 ), Herrschaft des Messias (Sach 8,3 )). Von diesen irdischen Verheißungen an Israel seien die himmlischen Verheißungen an die Gemeinde zu unterscheiden. 
Was die Entrückung betrifft, gibt es innerhalb des Prämillenarismus drei Ausprägungen. Weit verbreitet ist die Ansicht, dass die Gemeinde vor der großen Trübsal entrückt wird (1 Thess 4,17 ; 1 Kor 15,51–52 ) und mit Christus dann vor dem Millennium zur Erde kommen wird, um mit den in der Trübsalszeit zum Glauben gekommenen Juden sowie den in der Trübsal ums Leben gekommenen Märtyrern auf der Erde zu herrschen. Andere vertreten die Ansicht, dass die Gemeinde mitten in der großen Trübsalszeit (nach 3½ Jahren; vgl. Offb 11,2.3.15 ; Offb 12,6 ) oder am Ende der Trübsalszeit entrückt würde. Der zeitliche Abstand zwischen der Entrückung und dem Wiederkommen zum Mitherrschen im Tausendjährigen Reich ist somit geringer als bei der obigen Ansicht.
Im Millennium sehen diese Ausleger einen Zeitraum, der dem verheißenen ewigen oder äonischen Leben schon sehr nahe komme; der durch den Sündenfall über die Menschheit gekommene adamitische Fluch werde (bis auf den Tod) während des Millenniums aufgehoben.

## Verschwörungstheorien
Da Prämillenaristen Erscheinungen ihrer Gegenwart als Indizien deuten, dass die Trübsalszeit herannahe, in der das Böse vorübergehend die Herrschaft über die Welt erhalte, besteht unter ihnen eine verbreitete Neigung zu Verschwörungstheorien, die ebenfalls darauf ausgerichtet sind zu erklären, woher das Böse in die Welt kommt. Insbesondere in den Vereinigten Staaten glauben viele Prämillenaristen, der geheime Zweck von Organisationen wie den Vereinten Nationen, des Federal Reserve Systems oder der Europäischen Union wäre es, eine „Neue Weltordnung“ zu errichten, eine Weltregierung unter der Herrschaft des Antichrist. Der amerikanische Politikwissenschaftler Michael Barkun macht darauf aufmerksam, dass Prämillenarismus und verschwörungstheoretisches Denken keineswegs notwendig miteinander verbunden sind: So gab es in der adventistischen Bewegung um William Miller, der die Wiederkunft des Herrn für 1843, spätestens 1844 vorausgesagt hatte, keine Verschwörungstheorien; und nicht alle Verschwörungstheoretiker glauben an den Sieg des Guten, der gemäß den Prämillenaristen auf die Trübsalszeit folgt. Gleichwohl treten laut Barkun beide häufig in Symbiose und wechselseitiger Verstärkung auf.